# (4582) Hank
(4582) Hank es un asteroide perteneciente al cinturón de asteroides, descubierto el 31 de marzo de 1989 por Carolyn Shoemaker desde el Observatorio del Monte Palomar, Estados Unidos.

## Designación y nombre
Designado provisionalmente como 1989 FW. Fue nombrado Hank en homenaje a "Henry Reid Holt" hijo de la descubridora.

## Características orbitales
Hank está situado a una distancia media del Sol de 2,676 ua, pudiendo alejarse hasta 3,066 ua y acercarse hasta 2,286 ua. Su excentricidad es 0,145 y la inclinación orbital 12,49 grados. Emplea 1599 días en completar una órbita alrededor del Sol.

## Características físicas
La magnitud absoluta de Hank es 12,7. Tiene 16,784 km de diámetro y su albedo se estima en 0,059.